# Benzoctamine
Benzoctamine là một loại thuốc có đặc tính an thần và giải lo âu. Được bán dưới dạng Tacitin bởi Ciba-Geigy, nó khác với hầu hết các loại thuốc an thần vì trong hầu hết các thử nghiệm lâm sàng, nó không gây ức chế hô hấp, nhưng thực sự kích thích hệ hô hấp. Kết quả là, khi so sánh với các thuốc an thần và giải lo âu khác như các thuốc benzodiazepin như diazepam, nó là một hình thức an toàn hơn để an thần. Tuy nhiên, khi dùng chung với các thuốc khác gây ức chế hô hấp, như morphin, nó có thể gây tăng ức chế hô hấp.
Về mặt y tế, benzoctamine được sử dụng như một phương pháp điều trị cho bệnh nhân ngoại trú lo lắng để kiểm soát sự gây hấn, đái dầm, sợ hãi và bất ổn xã hội nhỏ ở trẻ em. Mặc dù là một loại thuốc chống lo âu tương đối mới, nhưng sự phổ biến của nó ngày càng tăng do nó có thể có tác dụng giải lo âu và an thần tương đương với các thuốc khác mà không có tác dụng phụ gây ức chế hô hấp có thể gây tử vong. Tác dụng giải lo âu của nó tương tự như diazepam, một loại thuốc giải lo âu khác, nhưng không giống như diazepam, benzoctamine có tác dụng đối kháng với epinephrine, norepinephrine và xuất hiện để giảm lượng serotonin. Mặc dù ít được hiểu về cách thức thực hiện tác dụng của nó, các nghiên cứu chỉ ra rằng giảm serotonin, epinephrine và norepinephrine là một phần nguyên nhân gây ra tác dụng dược lý và hành vi của nó.
Các nghiên cứu trên động vật đã cho thấy thuốc thôi miên an thần có xu hướng cho thấy sự phụ thuộc ở động vật, nhưng benzoctamine đã được chứng minh là không gây nghiện. Các nghiên cứu khác trên động vật cũng chỉ ra thuốc là một cơ chế có thể giúp giảm huyết áp thông qua hệ thống adrenergic.
Về mặt hóa học, benzoctamine thuộc nhóm hợp chất gọi là dibenzobicyclo-octodienes. Đây là một hợp chất tetracyclic, bao gồm bốn chiếc nhẫn trong một cấu hình ba chiều, và có liên quan rất chặt chẽ về mặt cấu trúc với tetracyclic chống trầm cảm (TeCA) maprotiline, chỉ khác nhau ở độ dài của họ chuỗi bên.

## Dược lý
Không có nhiều thông tin về cách thức benzoctamine tạo ra tác dụng chống lo âu, nhưng các nghiên cứu về chuột đã chỉ ra rằng cơ chế hoạt động có thể là bằng cách tăng doanh thu của cathecholamine. Ngoài serotonin, nó cũng được chứng minh là làm giảm sự thay đổi epinephrine, dopamine và norepinephrine bằng cách đối kháng với các thụ thể của chúng. Khi tiêm tĩnh mạch với liều 20–40 mg không có sự khác biệt đáng kể về hiệu quả. Liều uống vượt quá 10   mg ba lần mỗi ngày không làm tăng tác dụng của thuốc. Giả sử đối kháng serotonin sau synap là cơ chế chính mà benzoctamine thực hiện tác dụng của nó, các nghiên cứu đã chỉ ra rằng nó có giá trị ức chế tối đa một nửa (IC50) là 115 mM tại thụ thể serotonin.

## Dược động học
Benzoctamine có thể được tiêm trực tiếp vào máu hoặc được dùng dưới dạng viên nén. Khi dùng dưới dạng viên, nó được dùng với liều 10 mg ba lần mỗi ngày. Và khi tiêm tĩnh mạch, bệnh nhân được dùng thuốc với tỷ lệ 5 mg/phút cho đến 20–40 mg thuốc đã được tiêm. Benzoctamine có thể được phân tích dưới dạng dẫn xuất 3 H acetyl và chất chuyển hóa N-methyl mà nó được phân tách thành sử dụng phân tích phóng xạ. Benzoctamine có thời gian bán hủy là 2-3 giờ, với sinh khả dụng 100% khi tiêm tĩnh mạch và khoảng> 90% khi dùng đường uống. Thời gian trung bình để đạt được nồng độ đỉnh trong huyết tương là 1 giờ  và khối lượng phân phối cho 70 kg người là 1-2 l/kg.

## Các nghiên cứu khác
Benzoctamine, giống như các loại thuốc tâm thần khác có khả năng phát huy tác dụng của các loại thuốc khác. Tuy nhiên, một nghiên cứu về kỹ năng vận động xem xét khả năng của benzoctamine để tăng cường tác dụng ức chế của rượu cho thấy chức năng kỹ năng vận động không giảm đáng kể do sử dụng benzoctamine với rượu.

### Morphine và benzoctamine
Mặc dù benzoctamine không làm tăng tác dụng của rượu, nhưng các nghiên cứu đã chỉ ra rằng nó có thể làm giảm trầm cảm hô hấp khi thấy morphin ở chuột, đồng thời làm giảm tác dụng giảm đau của morphin.

### Phụ thuộc
Các nghiên cứu trên khỉ nhìn vào trách nhiệm phụ thuộc của một số loại thuốc an thần cho thấy rằng benzoctamine là một loại thuốc không phụ thuộc, trong khi pentobarbital, rượu, chloroform, meprobamate, diazepam, chlordiazepoxit và oxazolam thì không.

### Benzoctamine so với chlordiazepoxide trong phối hợp serotonin
Trong một nghiên cứu về chuột nhìn vào tác dụng của benzoctamine và chlordiazepoxide đối với sự thay đổi serotonin, chuột được điều trị bằng thuốc đã được tìm thấy có mức tăng [ 14 C] -5HT, cho thấy sự giảm lượng serotonin.